# Walkerella kurandensis
Walkerella kurandensis är en stekelart som beskrevs av Boucek 1988. Walkerella kurandensis ingår i släktet Walkerella och familjen fikonsteklar.
Artens utbredningsområde är Taiwan. Inga underarter finns listade i Catalogue of Life.